# Lauren Hays
Lauren Hays, znana również jako Laura Lynn (ur. 21 maja 1968 w Fairfax) – amerykańska aktorka, prezenterka i piosenkarka country. Stała się znana głównie z występów w telewizyjnych filmach erotycznych z gatunku softcore nadawanych w Playboy TV oraz w paśmie nocnym kanału Cinemax (Max After Dark), a także gościła w takich stacjach jak Fox Sports i Wild on E.

## Życiorys
Urodziła się w Fairfax w stanie Wirginia jako Laura Lynn Thorsen. W 1992 debiutowała w dwóch komediach z Coreyem Feldmanem: Klopsy 4 (Meatballs 4) i Wyśniona dziewczyna (Round Trip to Heaven) u boku Raya Sharkeya i Zacha Galligana. Potem wystąpiła w filmie fantastyczno-naukowym Nieproszony gość (Alien Intruder, 1993) z udziałem Maxwella Caulfielda, Tracy Scoggins i Billy’ego Dee Williamsa, a także dramacie sensacyjnym Pierścień ognia 2 (Ring of Fire II: Blood and Steel, 1993) z Donem Wilsonem.
Była również prezenterką radiową – wraz ze spikerką Gretchen Massey prowadziła talk show Laura & Gretchen UNCUT w radiu KSLX-FM. Występowała również dla żołnierzy amerykańskich będących na misjach na Okinawie, w Iraku, Kuwejcie oraz w Kosowie.
Była żoną reżysera filmów erotycznych Gary’ego Deana Orony. 11 marca 2010 wyszła za mąż za piosenkarza, kompozytora i autora piosenek Lucasa Hoge'a.
Jest także autorką wielu piosenek poświęconych amerykańskim żołnierzom i wydanych kompilacyjnie na trzech płytach. Wraz z mężem Lucasem Hoge'm napisała motyw przewodni programu Last Chance Highway, który był emitowany na kanale Animal Planet. Jako aktorka występowała od 1987 do ok. 2007, następnie została piosenkarką country.

## Filmografia

### filmy fabularne
- 1992: Wyśniona dziewczyna (Round Trip to Heaven) jako zawodniczka
- 1992: Klopsy 4 (Meatballs 4) jako Lauren
- 1993: Nieproszony gość (Alien Intruder) jako Roni
- 1993: Pierścień ognia 2 (Ring of Fire II: Blood and Steel) jako członkini gangu Złych Dziewczyn
- 1993: Mirror Images 2 jako Amanda
- 1994: The Great Bikini Off-Road Adventure jako Lori Baker
- 1998: Dangerous Invitation jako Rita
- 1998: Życie Gigolo (Life of a Gigolo) jako Danielle
- 1998: Tajemnica Rebeki (Rebecca's Secret) jako Gwen
- 1999: Crime & Passion jako Mia Carrin
- 1999: Sieć pokus (Web of Seduction) jako Simone
- 2003: Womb Rider jako Cara Loft

### seriale TV
- 1992: Jedwabne pończoszki (Silk Stalkings) jako Bev
- 1996: Jedwabne pończoszki (Silk Stalkings) jako Crystal
- 1997: Świat według Bundych – odc.: „How to Marry a Moron” jako Susie
- 1997: Renegat (Renegade) – odc.: „Hard Rain” jako Michelle
- 2002: Hotel Erotica jako Chloe